# Vidin
Vidin (búlgar: Видин; turc otomà: Widin) és una ciutat al nord-oest de Bulgària. És la capital del municipi de Vidin i de la província de Vidin. Al cens del febrer del 2011, la ciutat tenia 47.138 habitants. Va tenir una important comunitat sefardita.

## Història

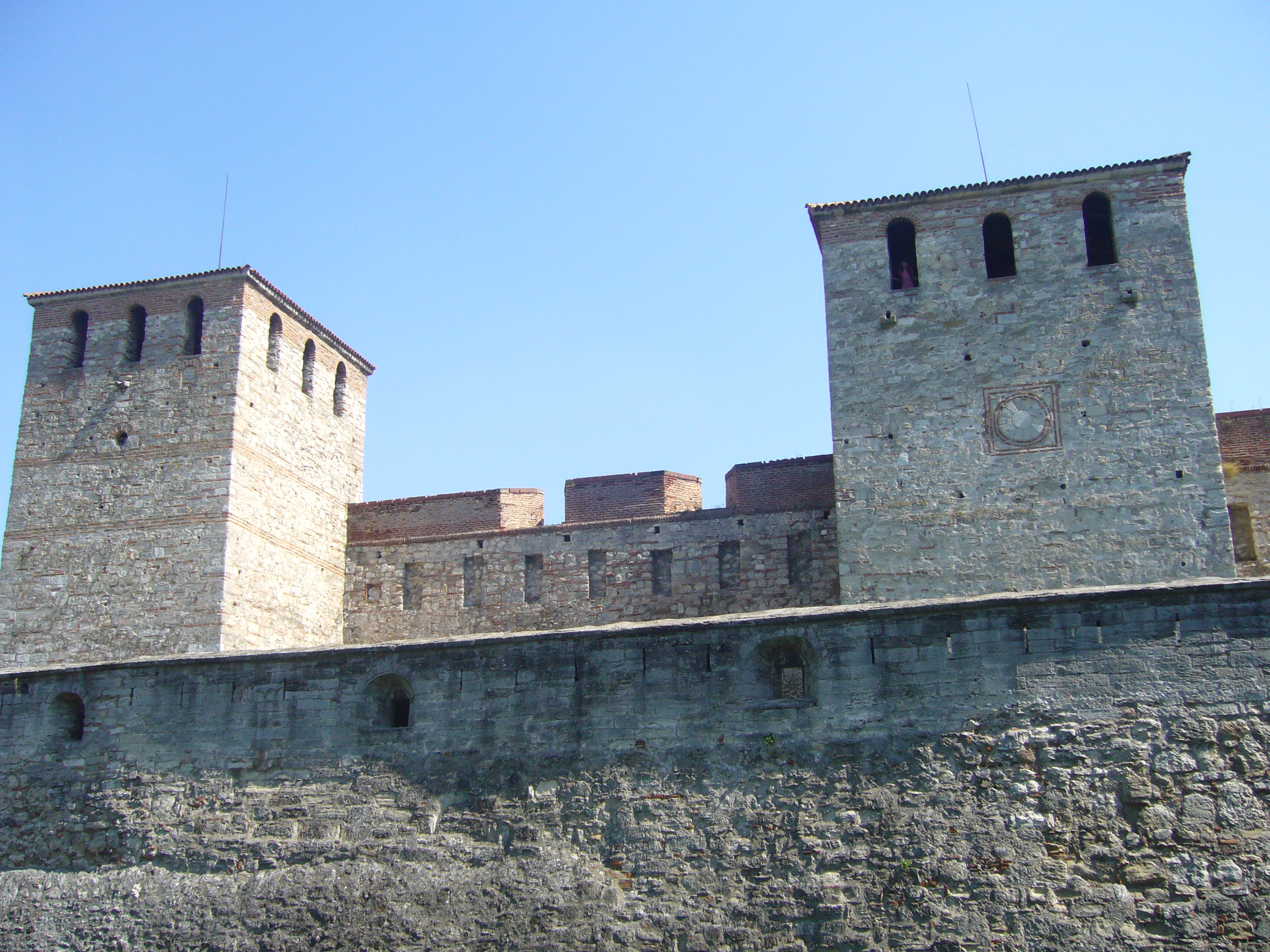
Castell de Baba Vida a Vidin

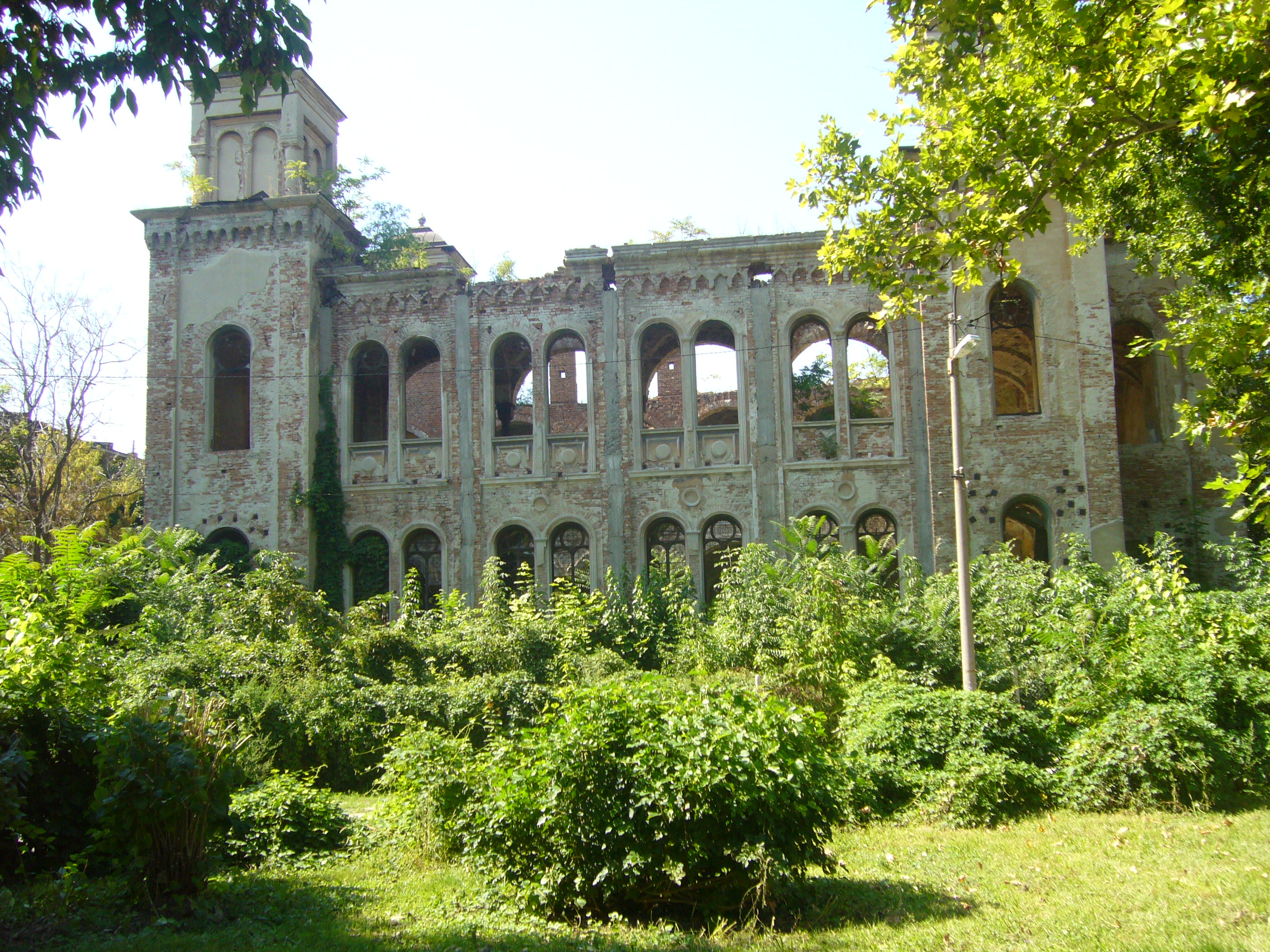
Sinagoga

Va ser fundada com un assentament romà, amb el nom de Bononia, ocupant el lloc d'un anterior establiment celta de nom Dunonia; el nom vol dir 'turó fortificat', amb el típic dun celta que apareix en molts indrets. Va ser un important centre de la província de Mèsia Superior. Va pertànyer a l'Imperi Romà i després al Romà d'Orient fins a l'arribada dels eslaus, que la van anomenar Badin o Bdin, del qual deriva el nom modern. Vers el segle x, s'hauria construït la fortalesa de Baba Vida. Va pertànyer al Primer Imperi Búlgar (680-1018) i fou seu d'un bisbat i capital d'una extensa província. Entre el 980 i el 987, fou el centre de les possessions de Samuel mentre els seus germans governaven al sud; el 1003, fou ocupada per l'emperador Basili II després d'un setge de vuit mesos; l'emperador romà d'Orient va restaurar les seves fortificacions i fou un important bastió contra hongaresos i cumans. Va tornar a poder dels búlgars al final del segle xii, quan es va establir el segon Imperi Búlgar (1185-1396); els hongaresos van instal·lar com a vassall a Vidin Rostislav, amb el títol d'Imperator Bulgarorum el 1257, però la seva candidatura al tron búlgar fou rebutjada pels boiars (enemics d'Hongria), que li van oposar inicialment Mitzo Assèn, un gendre d'Ivan Assèn II, i finalment fou el candidat dels serbis, Constantí I Assèn, que fou reconegut (1258). El 1263, el dèspota búlgar Sviatoslav, descendent dels prínceps russos de Kíev, va rebre del rei d'Hongria, Esteve V d'Hongria, el territori de Vidin, que es va fer independent sota vassallatge hongarès; el príncep fou rebut el 1277 per la reina Maria a Tirnovo i adoptat per ella (tot i que la reina era més jove que el príncep); però Sviatoslav va morir enverinat poc després i Vidin va passar al cumà Xixman, amb títol de dèspota (Dispoti Vulgariae et dominus de Bigdino). Virtualment independent, va formar les seves pròpies aliances i va lluitar contra Sèrbia, formant també aliances amb els tàtars nogais i amb la República de Venècia; el principat de Vidin s'estenia aleshores fins a les portes de Ferro a l'oest, i fins als rius Timok i Morava; al sud, arribava fins a prop de Nish i, a l'est, fins a més enllà de les ruïnes de la romana Colonia Ulpia Oescus; la frontera nord era el Danubi; a finals del segle xiii, Xixman fou vençut pels serbis, que van ocupar el país; el príncep va creuar el Danubi i es va refugiar amb els tàtars nogais, amb l'ajut dels quals va tornar i va recuperar el principat el 1292; llavors, va assolar territoris serbis fins a Ipek, a la frontera amb Albània, on va ser derrotat i el rei de Sèrbia el va assetjar a Vidin, i Šišman va haver de fugir altre cop a territori nogai, però llavors va canviar la seva política i es va casar amb la filla del zupan serbi Dragosha i va poder recuperar els seus dominis amb una vaga promesa de vassallatge envers el rei serbi Milutin, la filla del qual fou promesa a Miquel, el fill i hereu de Šišman.
El 1311, els catalans van ocupar Atenes i els turcs Gal·lípoli i, sentint-se amenaçat l'Emperador Romà d'Orient, va demanar ajut al rei Urosh II de Sèrbia, que va fer una expedició en la qual, segurament, també va participar el principat de Vidin, sota el dèspota Miquel (que justament el 1313 havia succeït al seu pare). El 1323, Miquel va pujar al tron de Bulgària i, finalment, el principat de Vidin va ser incorporat al regne.
El 1356, el rei Ivan Alexandre va separar el tsarat de Vidin del regne i va concedir el territori al seu fill Ivan Stratsimir amb títol de rei; no va tardar a ser desposseït per Lluís I d'Hongria (1365), que va portar 700 monjos catòlics per convertir els habitants. Vidin fou coneguda llavors com a Bodony. Ivan Xixman II, rei de Bulgària des del 1365 i germà d'Ivan Stratsimir, es va aliar als turcs per reconquerir el país (per a ell i no per al seu germà), però va fracassar. Ivan Stratsimir, això no obstant, va poder tornar a Vidin com a vassall hongarès el 1370; el 1371, Stratsimir va ocupar breument Sofia però la va abandonar, i Ivan Xixman II es va reconèixer vassall de la Porta. La rivalitat entre els germans va motivar la separació del bisbat de Vidin de l'Església autocèfala búlgara i la seva submissió al Patriarcat de Constantinoble. El 1385, Bulgària es va revoltar contra Ivan Xixman II (vassall aleshores del sultà). Ivan Stratsimir no el va ajudar, sinó que es va apoderar de Sofia per a si mateix; el 1388, va reconèixer la sobirania del soldà; els otomans van annexionar Bulgària el 1393. També foren ocupats els despotats de Dobrudja, Prílep i Velbazhd. Vidin va restar com a estat vassall, però el 1396 una revolta fracassada dugué a l'annexió i fou convertida en sandjak del begleberlik de Rumèlia, i esdevingué base per a expedicions a Valàquia, el Regne d'Hongria i l'Arxiducat d'Àustria.
El 1542, el sandjak tenia 9 nahiyes i 6 fortaleses i, fins aquest temps, era part de la línia de frontera amb Transsilvània, el Banat, Valàquia i Hongria.
Vidin va patir nombrosos setges i assalts; va ser ocupada pels hongaresos el 1433-1444 i el 1446, pels valacs (1460, i bombardejada el 1598) i pels austríacs (13 d'octubre del 1689 fins al 1690, deu mesos). En la pau de Passarowitz del 1718, els otomans van perdre el nord-oest del sandjak (kades de Feth ül-Islam i de Krayna). Els austríacs la van bombardejar el 1788. El 1794, el bosnià Osman Pazvantoğlu, governador de Vidin, es va revoltar i es va fer independent, i va dominar la regió fins a la seva mort el 1807, si bé des del 1799 va reconèixer la sobirania otomana.
Els turcs la consideraven una plaça important i hi tenien una forta guarnició i una flota. El 1864, el sandjak fou integrat al wilayat de Tuna sota un mutasarrif i s'hi van instal·lar tàtars i circassians expulsats de Rússia. En la Guerra russoturca del 1877-1878, van resistir heroicament i la ciutat no es va rendir fins poques setmanes abans de l'armistici, i per la pau de San Stefano va quedar dins de Bulgària. El 1885, fou atacada sense èxit pels serbis.

## Demografia
- 1887 = 14.772
- 1910 = 16.450
- 1934 = 18.465
- 1946 = 18.481
- 1956 = 23.932
- 1965 = 36.981
- 1975 = 53.179
- 1985 = 62.541
- 1991 = 68.164
- 1992 = 62.666
- 2001 = 57.395
- 2005 = 52.558
- 2009 = 49.471
- 2011 = 47.138

## Agermanaments
- Hódmezővásárhely, Hongria[1]
- West Carrollton, Ohio, EUA[2]
- Zaječar, Sèrbia[3]
- Rivne, Ucraïna[4]
- Demre, Turquia[5]
- Calafat, Romania[6]
- Deggendorf, Alemanya[7]
- Lecco, Itàlia[8]
- Ulm, Alemanya[9]
- Dèbar, Macedònia del Nord[10]

## Galeria

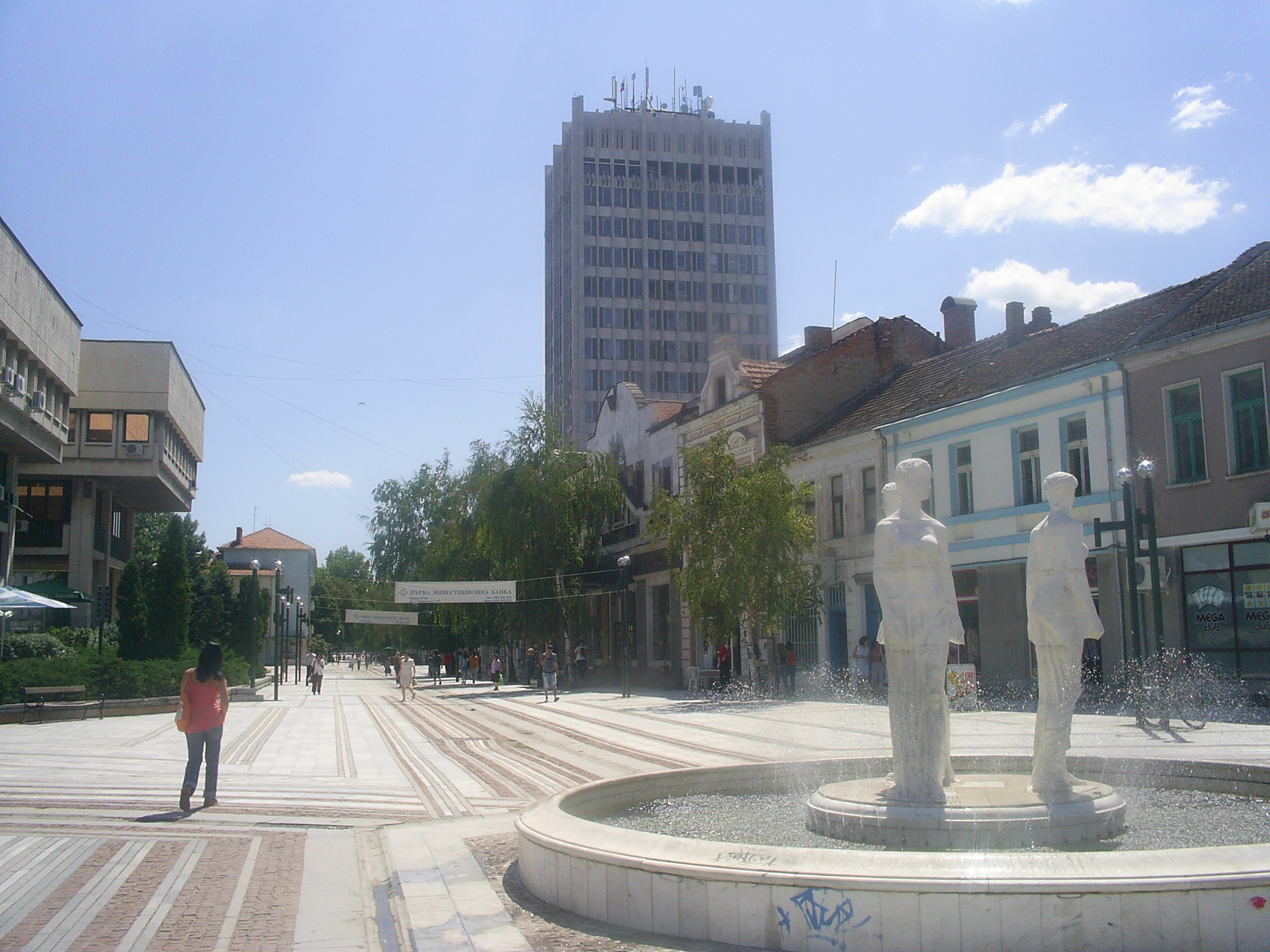
Carrer del centre
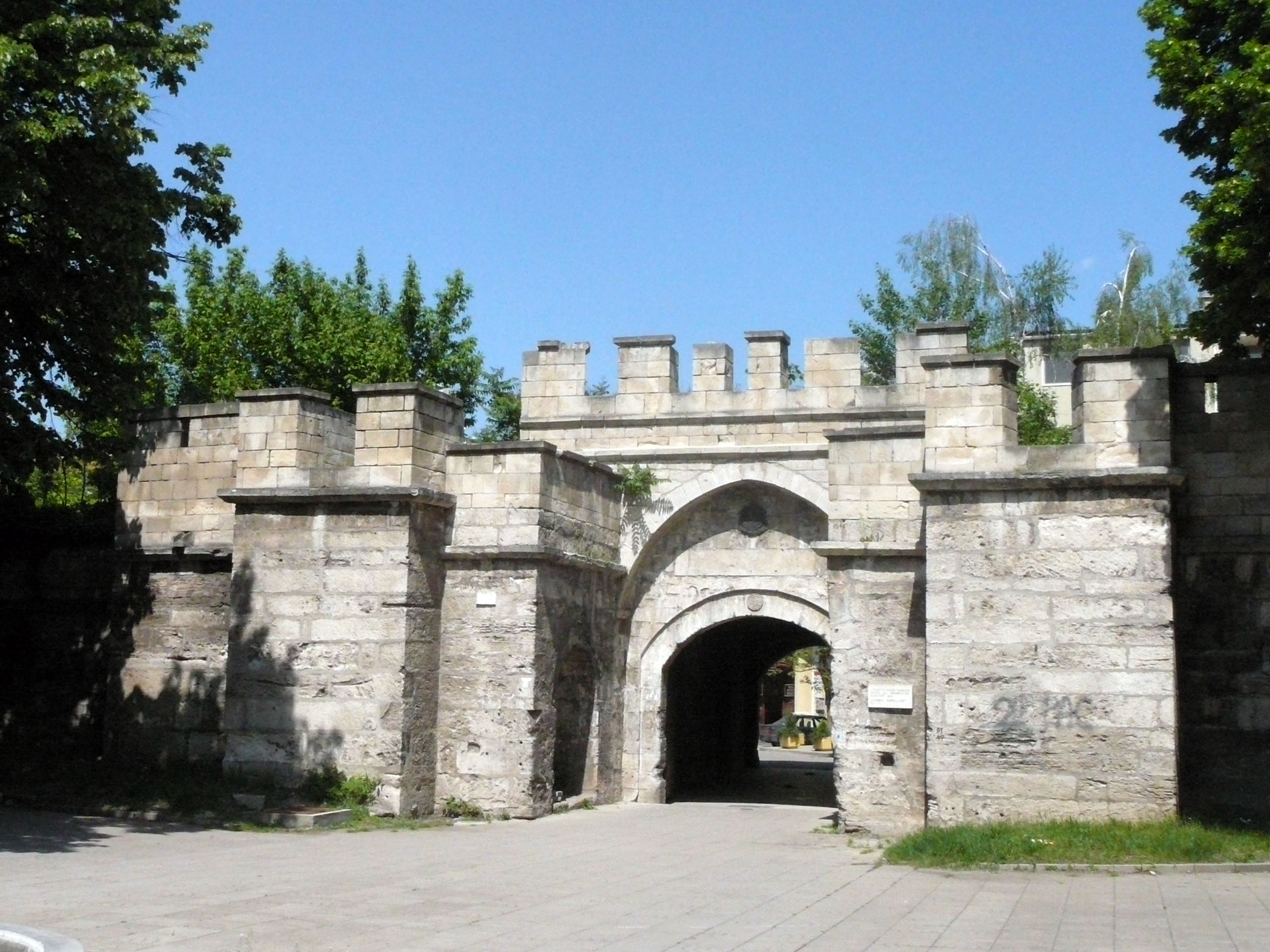
La porta d'Istanbul (Stambul kapia)
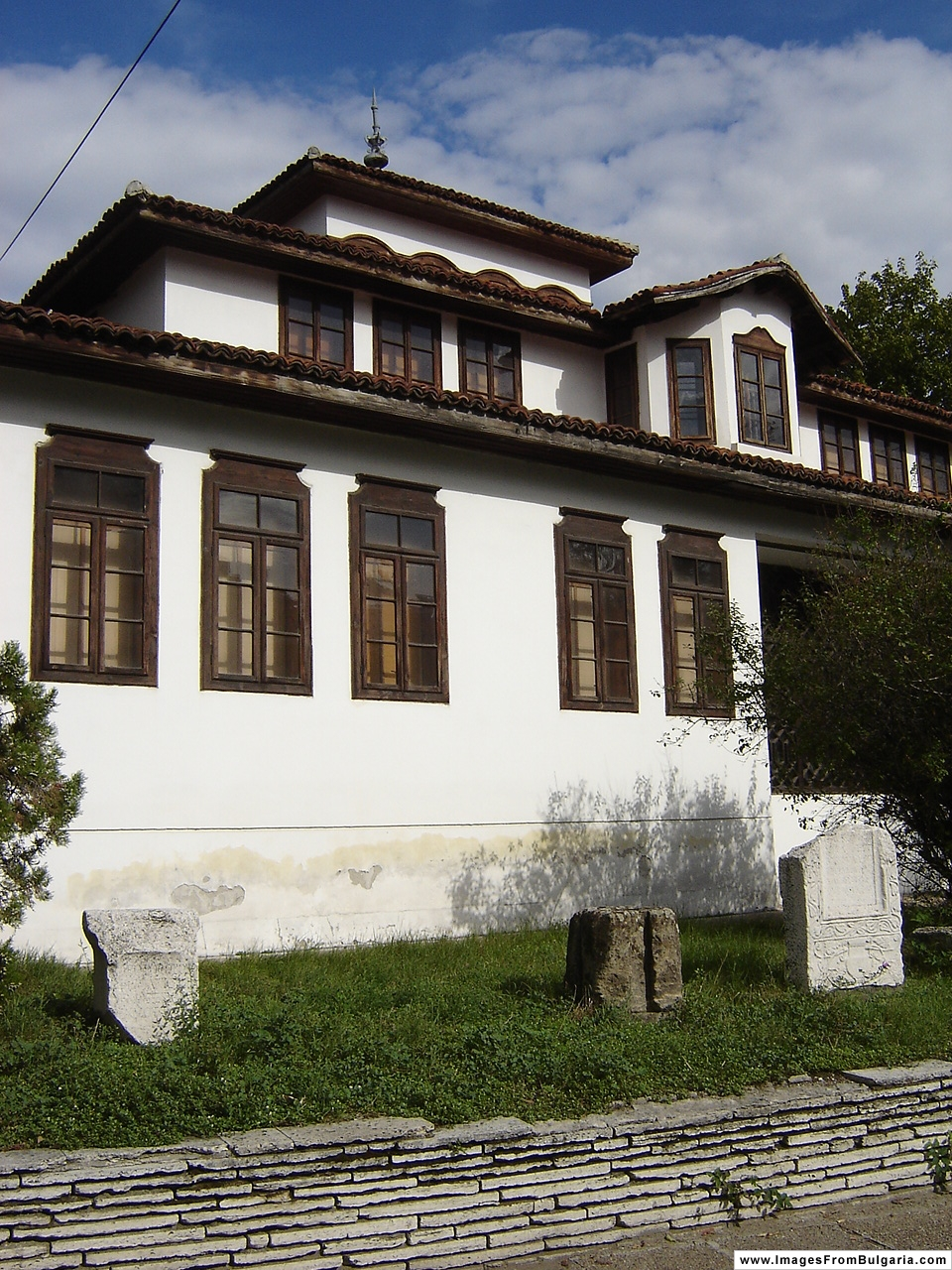
Casa-museu - Arquitectura local del segle xix
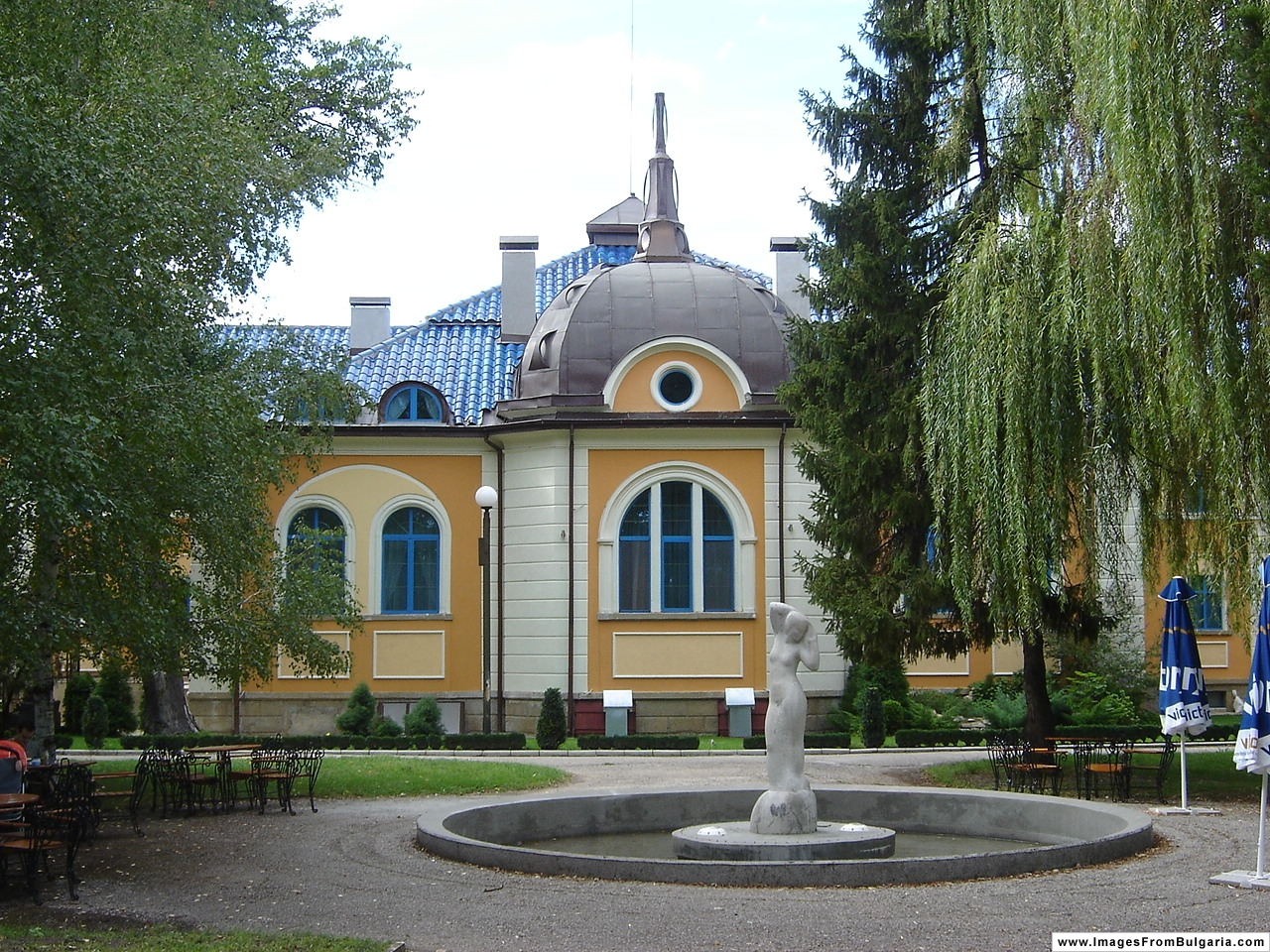
Banys públics - Arquitectura local del segle xix
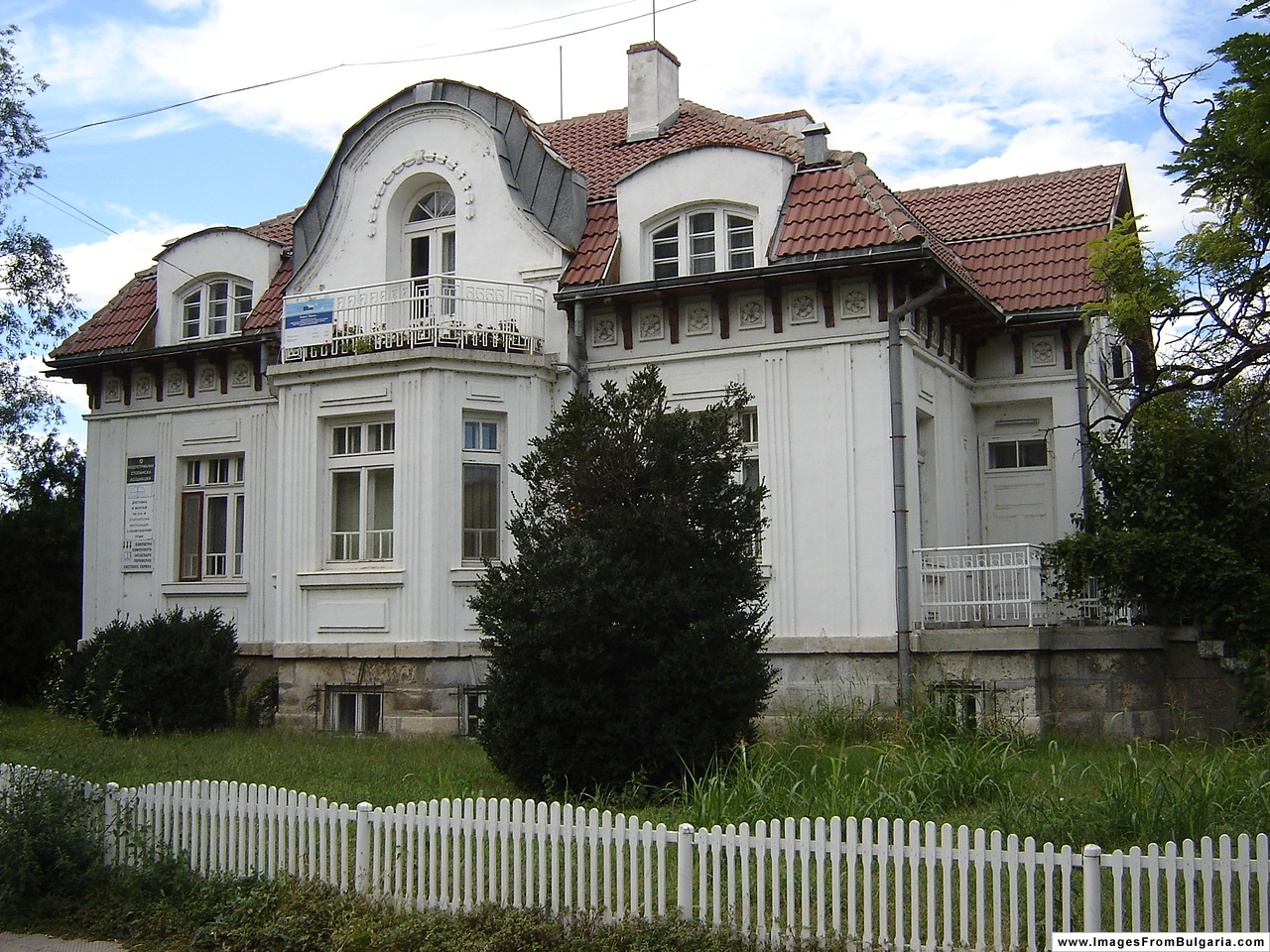
Casa tradicional - Arquitectura local del segle xix
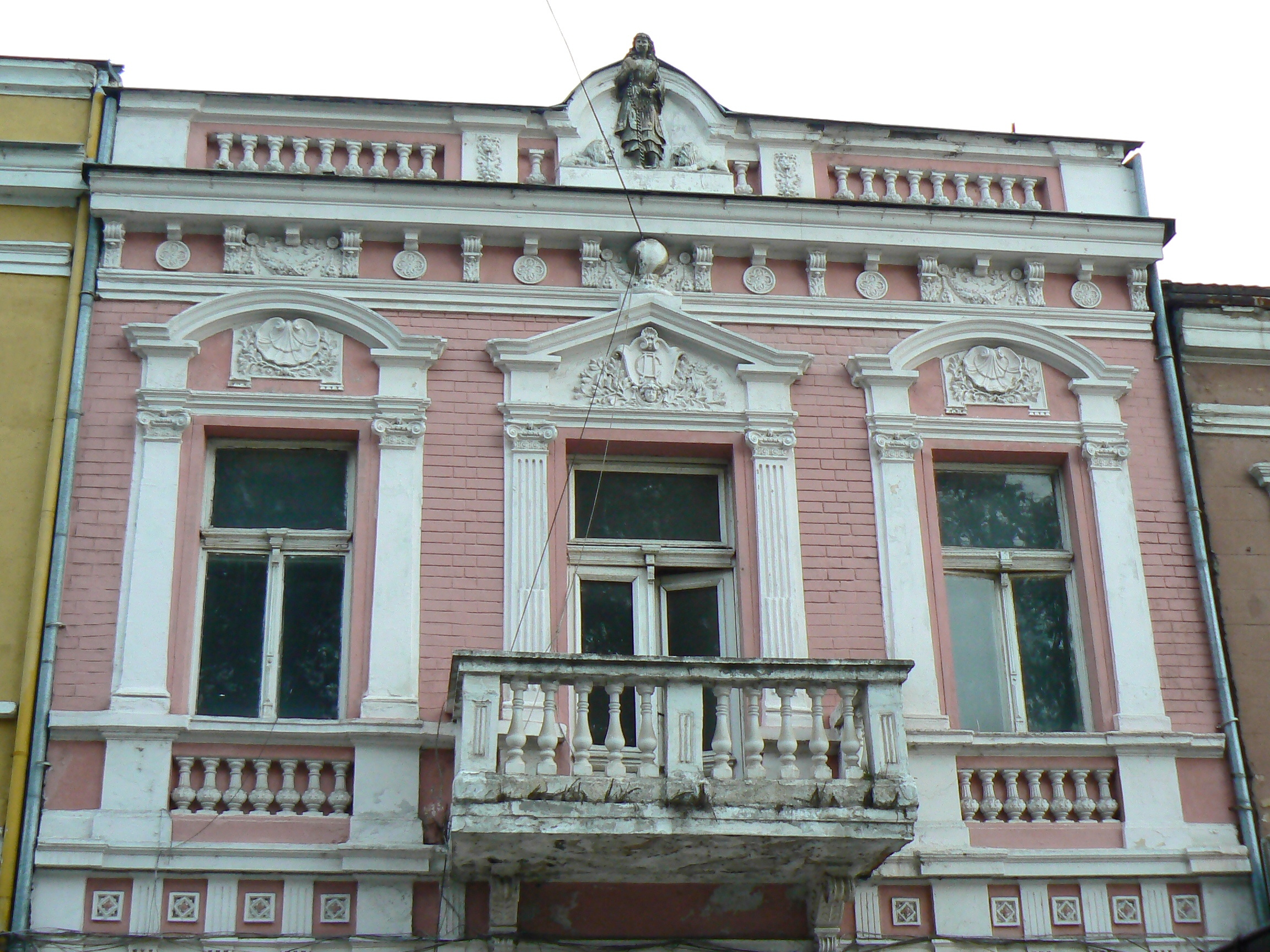
Arquitectura local del segle xix
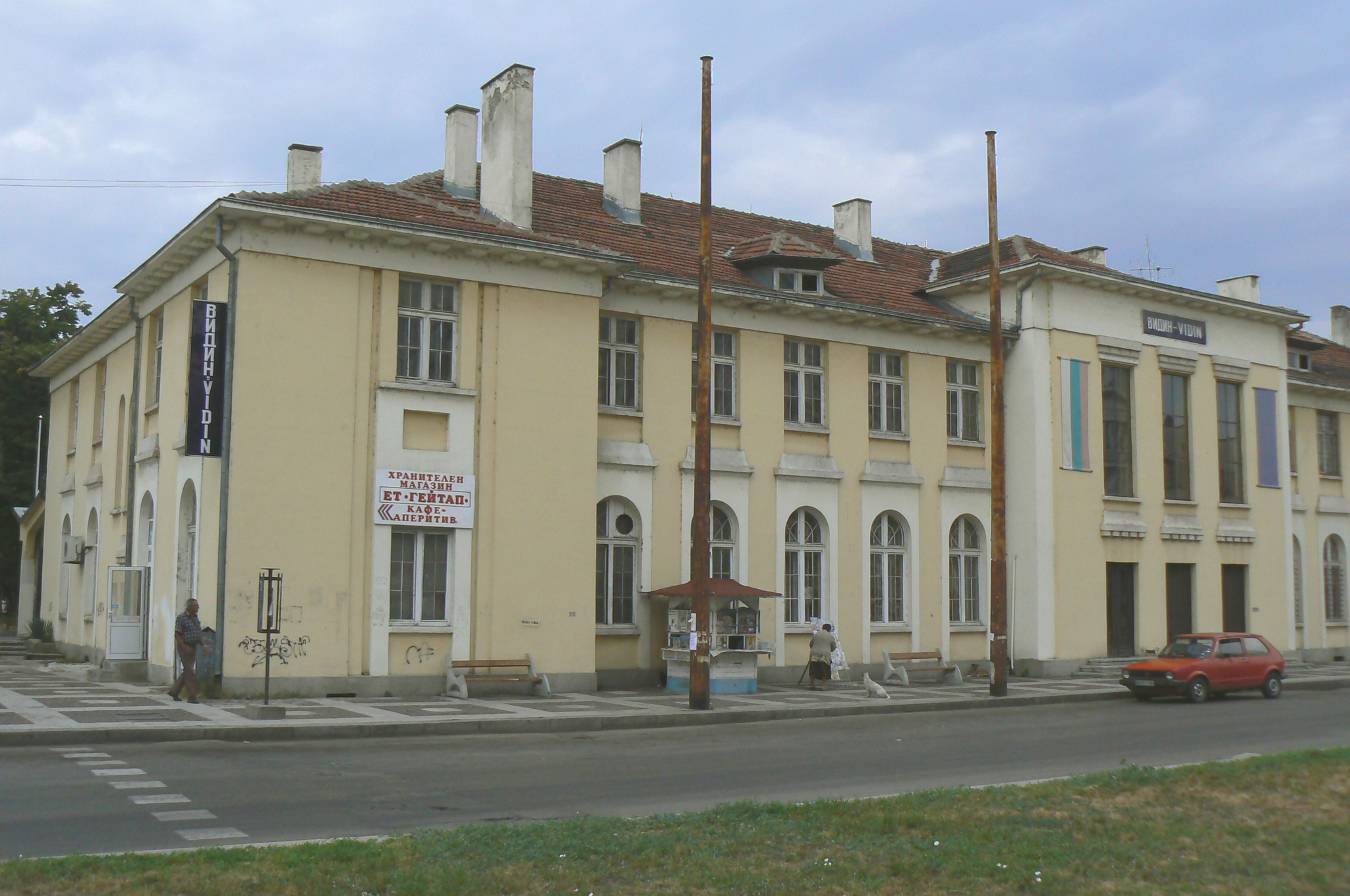
Estació de trens
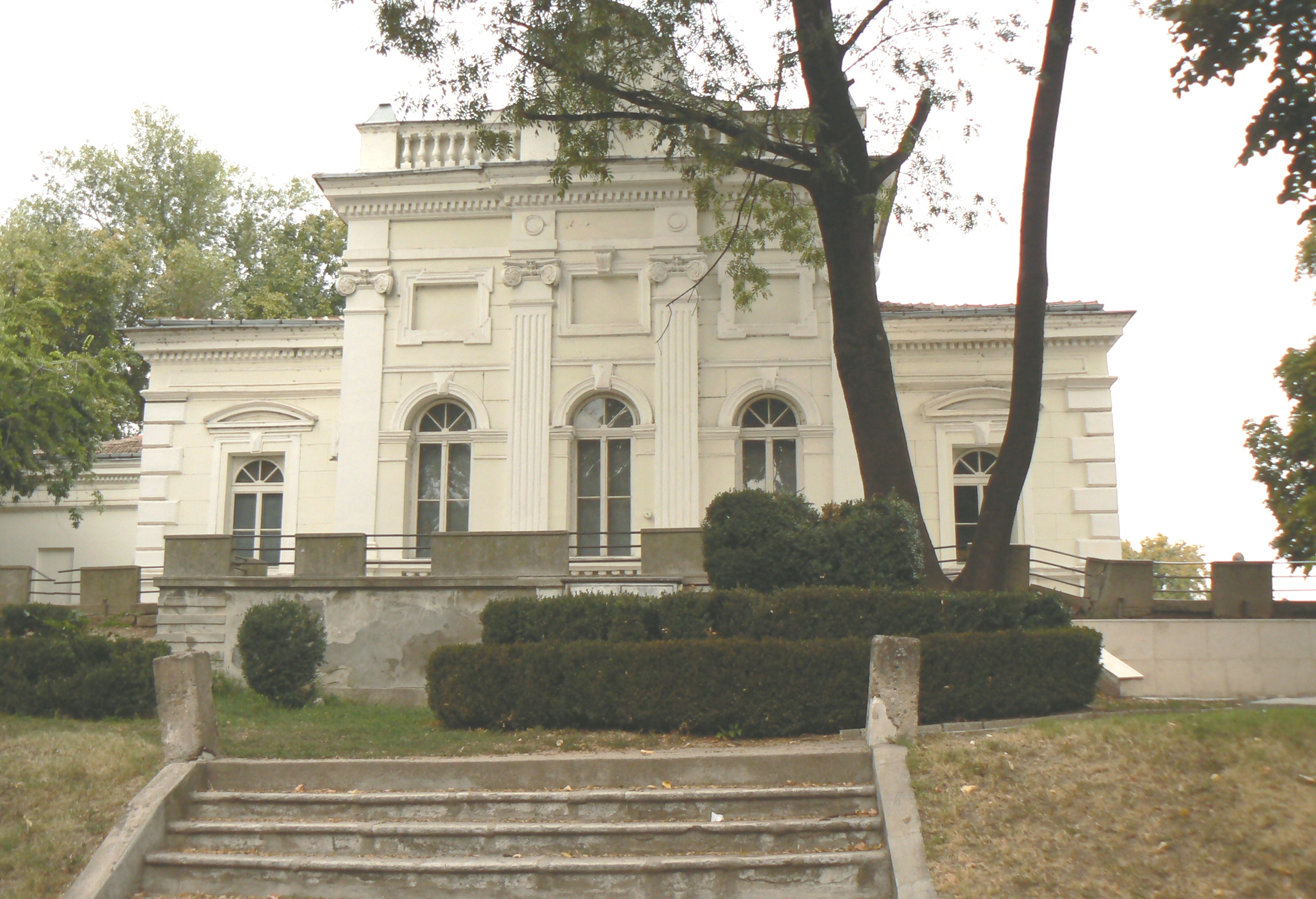
Museu d'Art
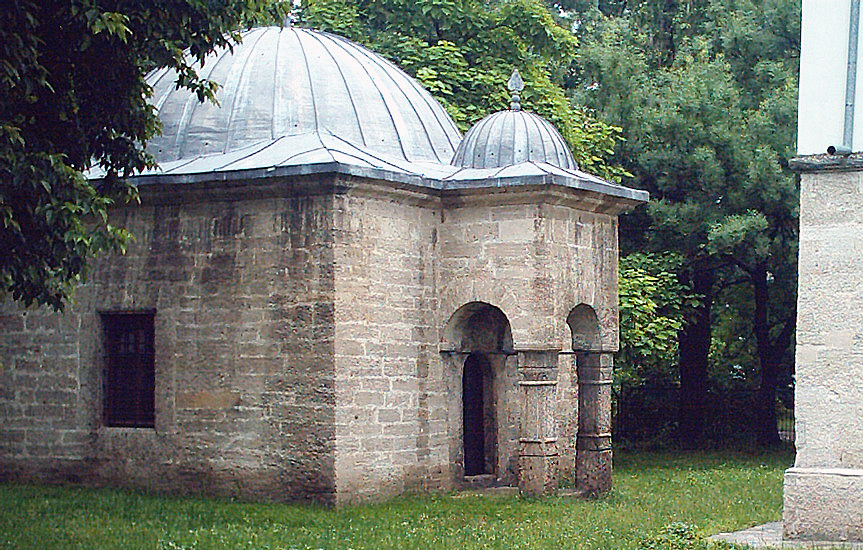
Biblioteca Osman Pazvantoğlu
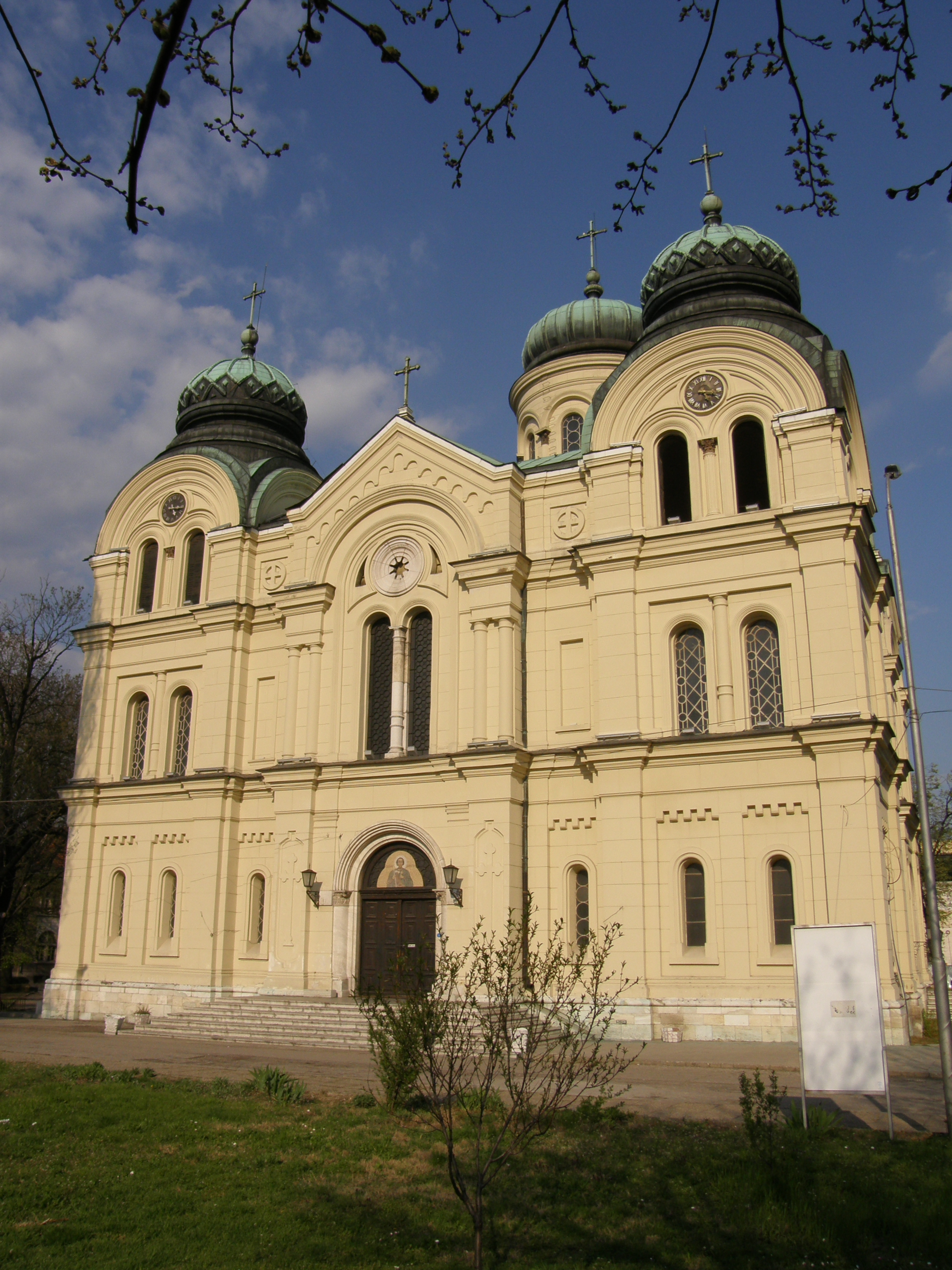
La catedral ortodoxa Svéti Dimitr (sant Demetri)
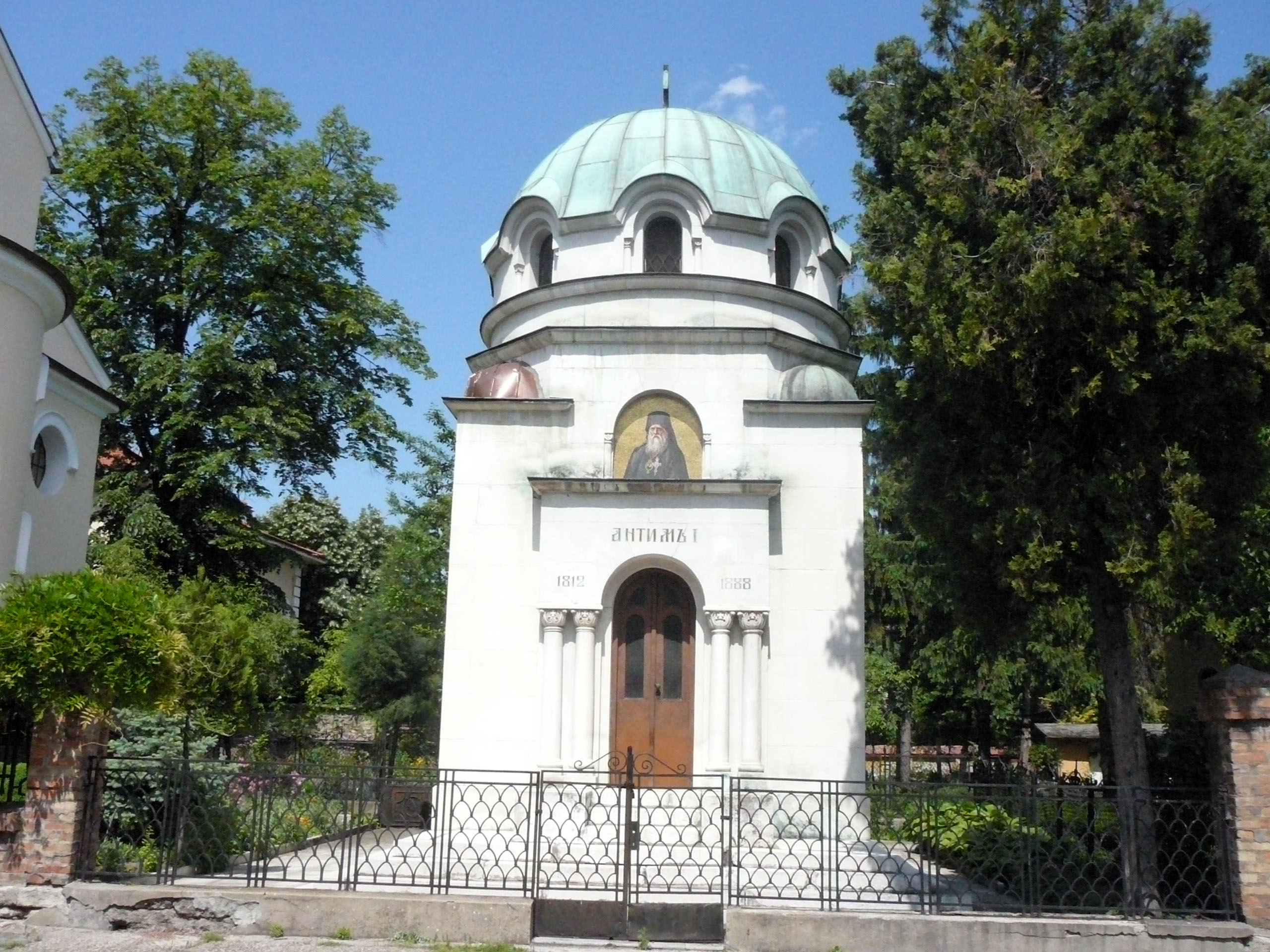
La necròpolis de l'exarca Antim I
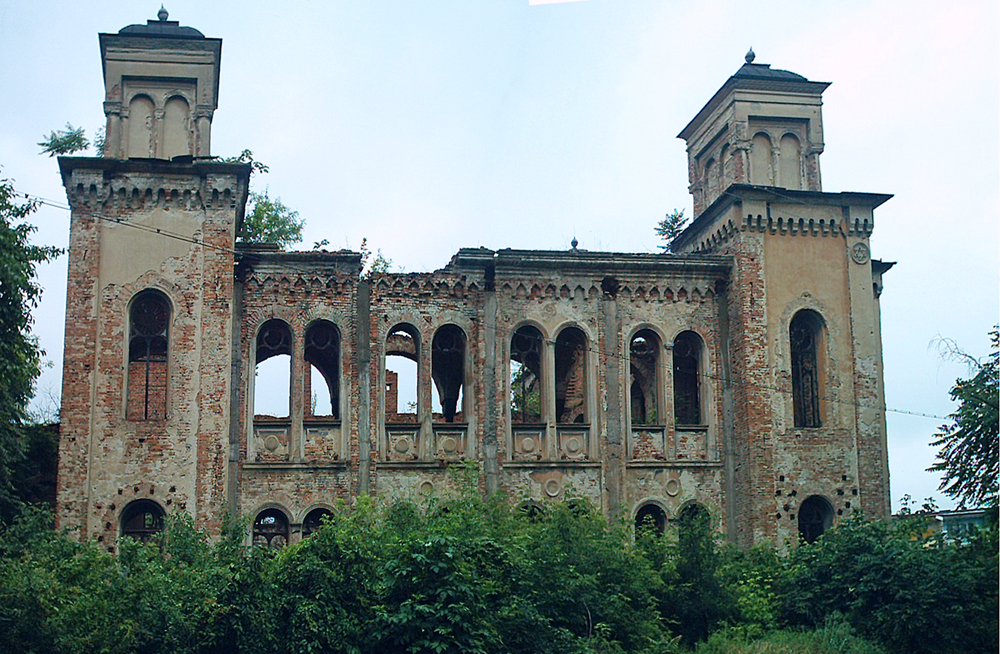
Ruïnes de la sinagoga abandonada quan els jueus van emigrar a Israel
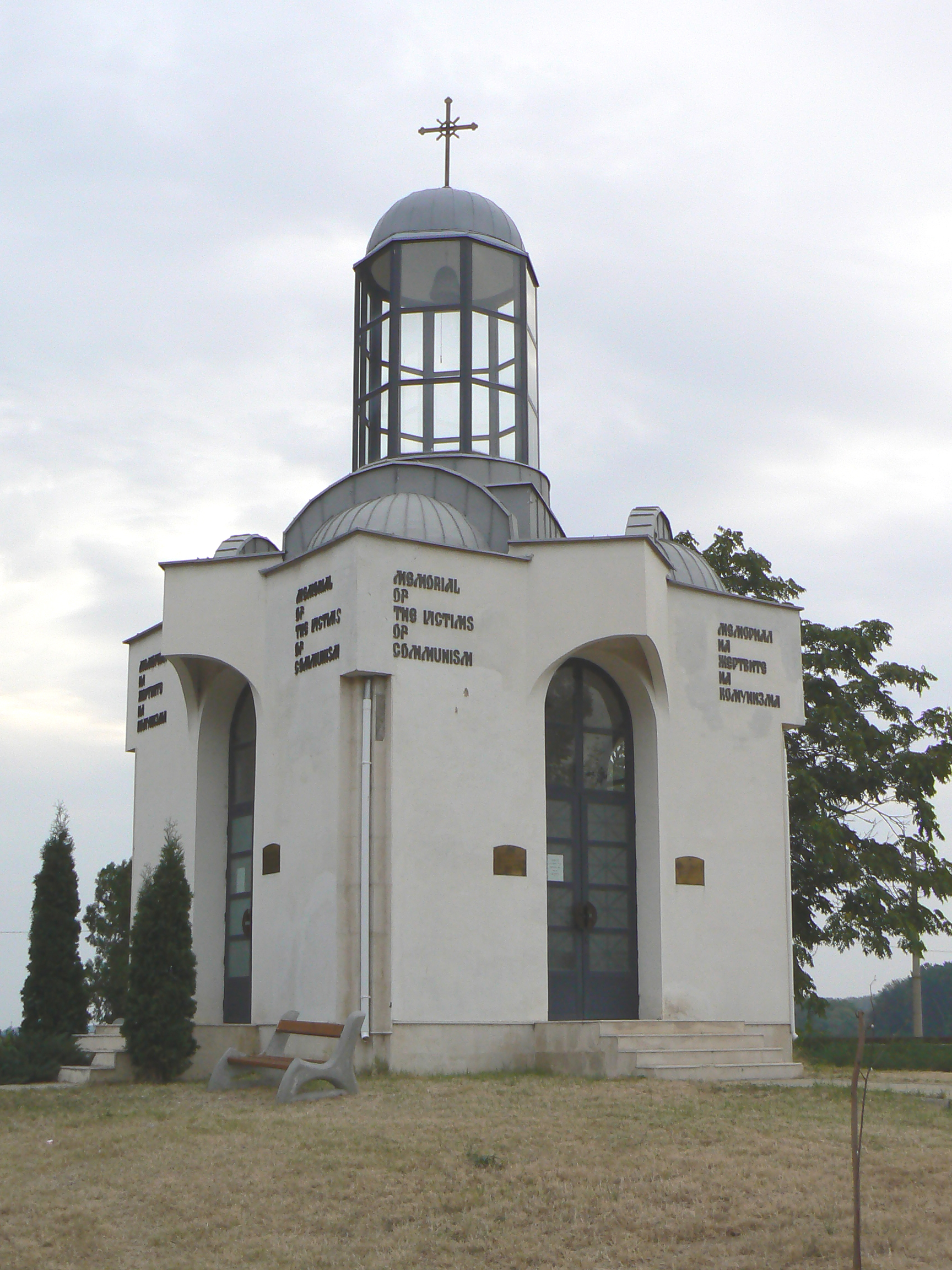
Memorial a les víctimes del comunisme
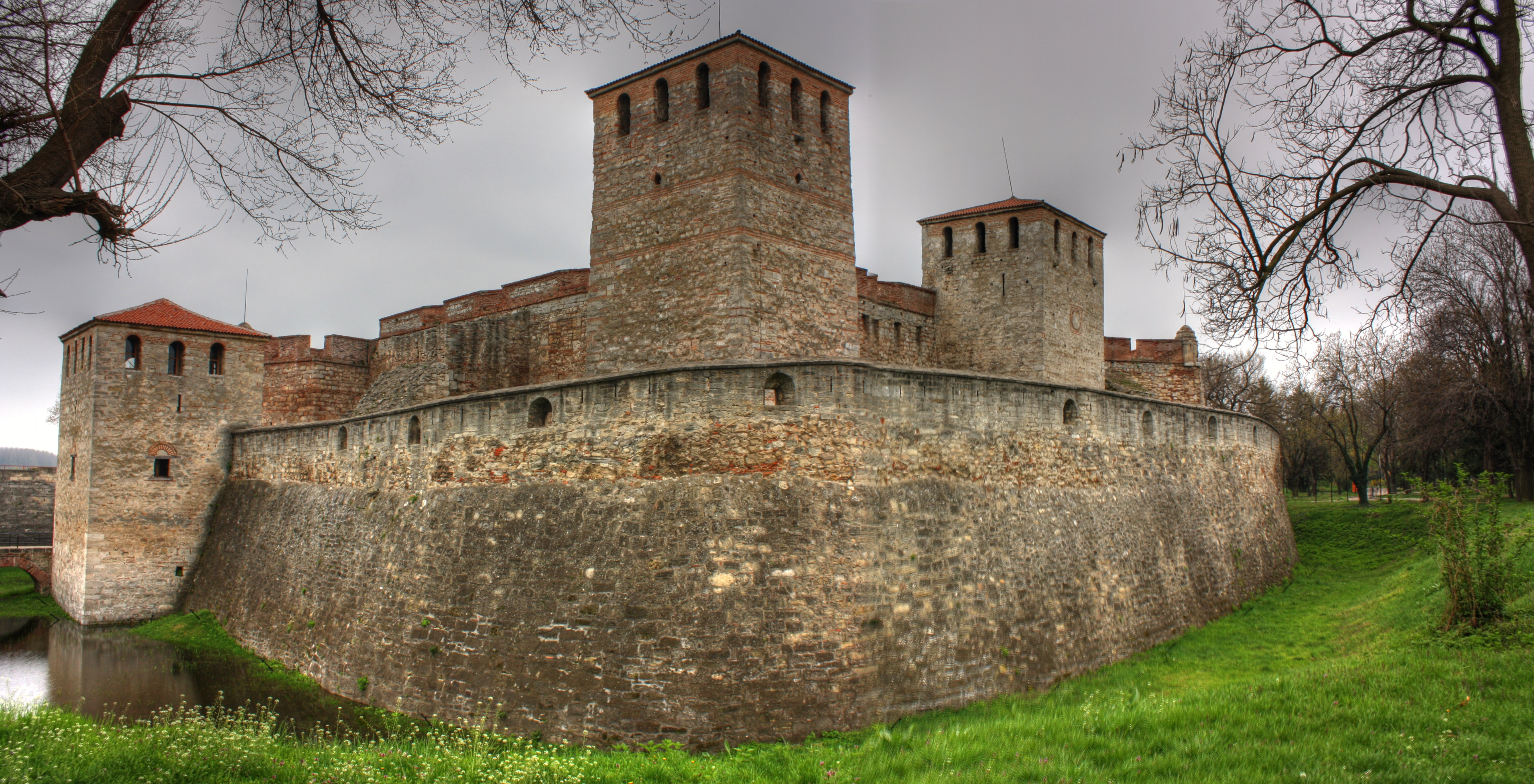
Fortalesa medieval Baba Vida (Gran Mare Vida)
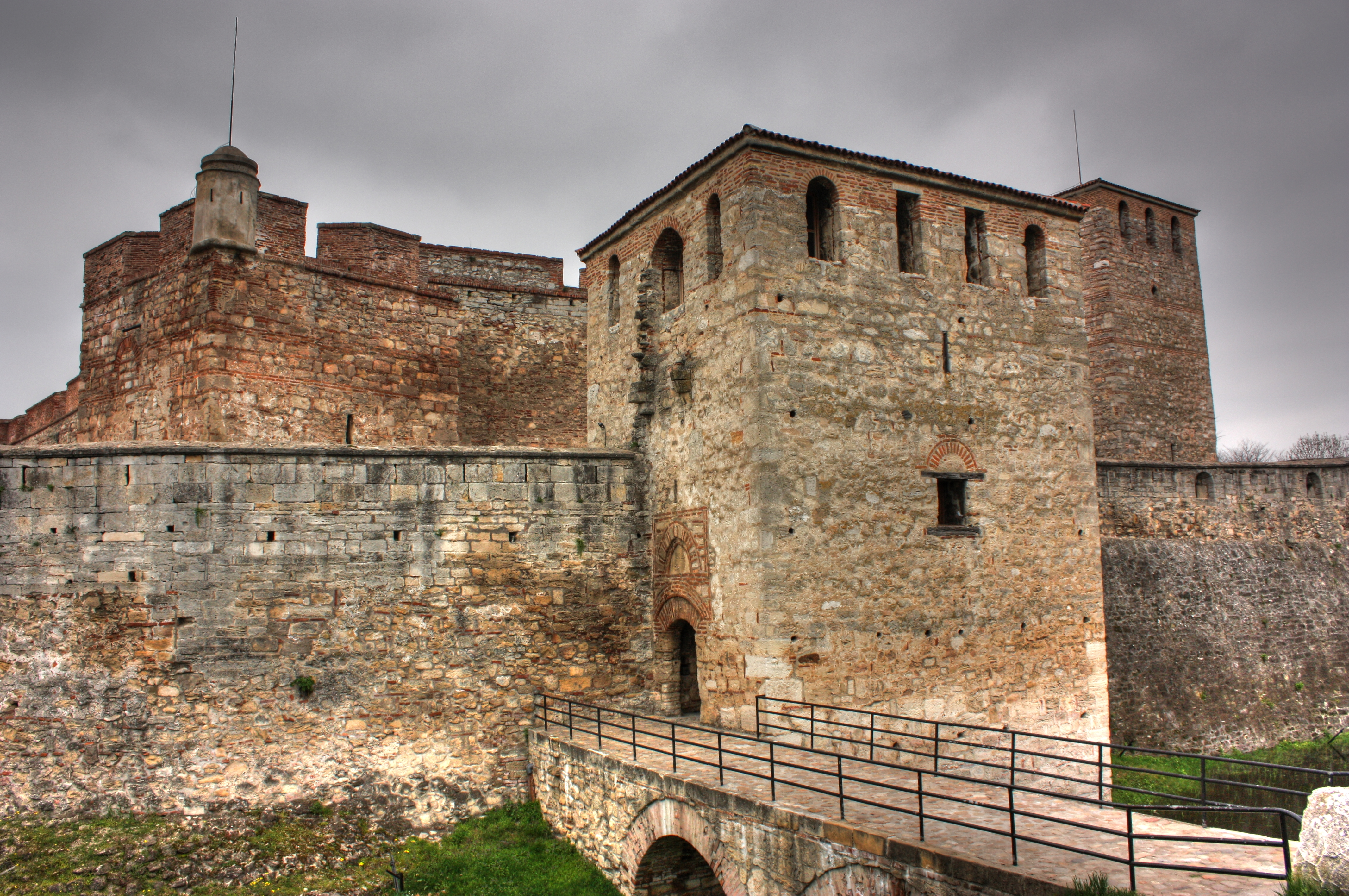
Fortalesa medieval Baba Vida (Gran Mare Vida)